# La muerta enamorada

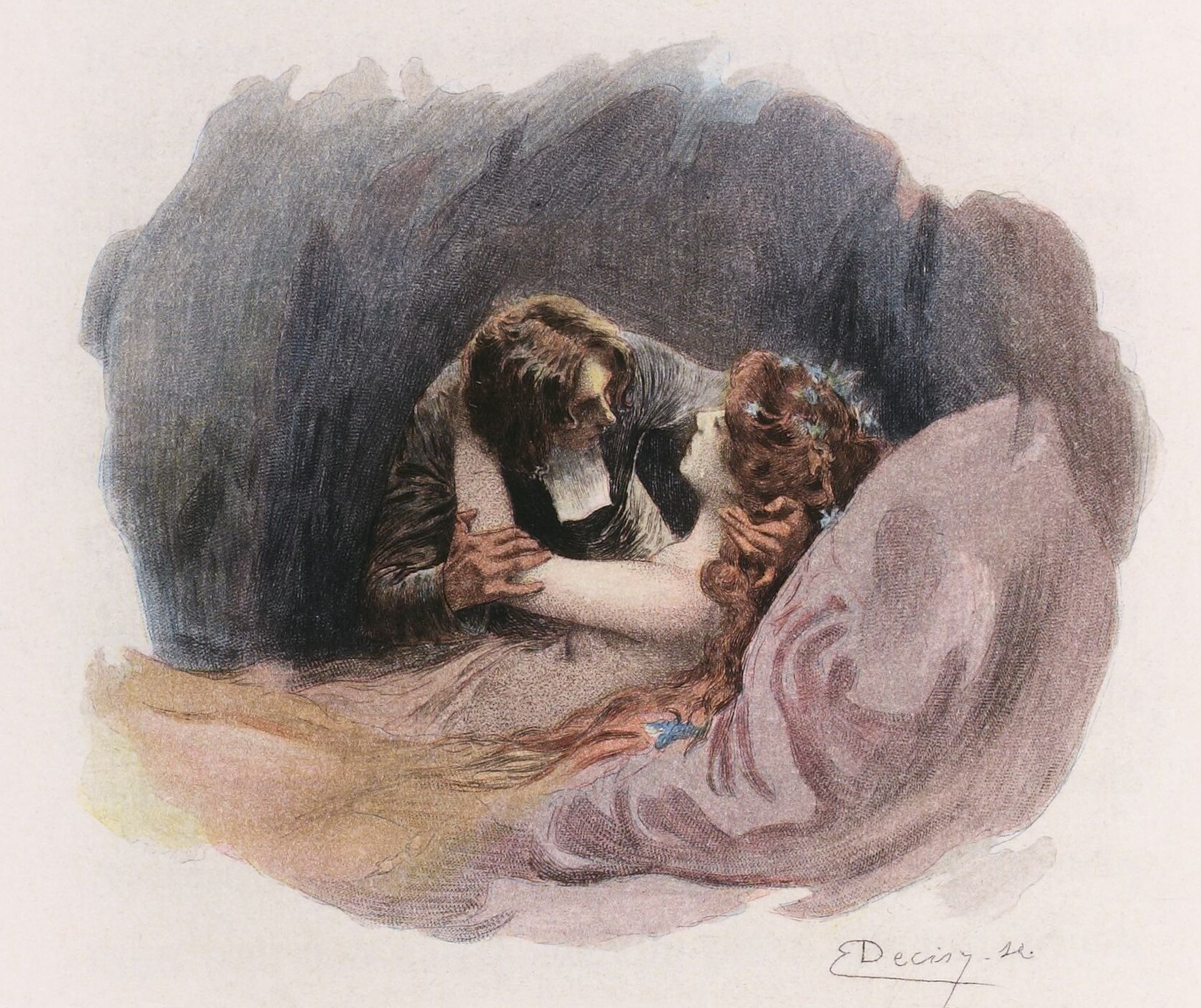
Romuald y Clarimonde.
Aguafuerte de Eugène Decisy a partir de una acuarela de Paul Albert Laurens para una edición francesa publicada en 1904.

La muerta enamorada (en francés: La morte amoureuse, en ocasiones ampliado a Clarimonde, la morte amoureuse) es un relato de Théophile Gautier publicado por primera vez en 1836, en la revista Chronique de Paris.
Se trata de un relato vampírico, narrado en primera persona por su protagonista, y probablemente influenciado por la obra de Ernst Theodor Amadeus Hoffmann, muy admirado por Gautier. Charles Baudelaire llegó a escribir que esta «es la obra maestra de Gautier».

## Personajes
- Romuald: protagonista y narrador del relato, es un sacerdote que, en el día de su ordenación, es seducido por la vampira Clarimonde. Ya en su vejez, narra este suceso a otro sacerdote más joven.
- Clarimonde: una bella e hipnotizante mujer que seduce a Romuald para apartarlo del sacerdocio y convertirlo en su amante. Ella, en realidad, es una vampira, de la que se dice que ha muerto y regresado de la tumba varias veces, que se alimentará de la sangre de Romuald.
- Abad Sérapion: patrono de Romuald, le previene contra Clarimonde, a quien llega a calificar de  «Belcebú en persona», y lo libera finalmente del hechizo de la vampiresa obligándose a contemplarla en su auténtica naturaleza, dentro de su tumba.

## Argumento
El párroco Romuald, ya con sesenta y seis años de edad, narra a otro sacerdote una historia de su juventud, que el propio Romuald califica de «singular y terrible», y de la que no está seguro de si fue un sueño o realidad.
Retrotrayéndose a la víspera de su ordenación como sacerdote, Romuald cuenta cómo había vivido por completo ignorante del mundo exterior y cómo no había nada más excelso para él que la vida religiosa.
Sin embargo, al acudir a la ceremonia de ordenación, queda prendado de una misteriosa y bella mujer, quien le lanza una mirada tan hipnótica que hace escuchar a Romuald su súplica para que no lleve a cabo su ordenación y sea suyo. Romuald desea rehusar el sacerdocio, pero se muestra incapaz, pese a todos sus esfuerzos, de realizar su propósito, y cumple mecánicamente con los pormenores del sacramento.
Cuando se dispone a abandonar la iglesia, la misteriosa mujer lo aborda y le reprocha lo que ha hecho. Al poco, un paje entrega al recién ordenado sacerdote una cartera que contiene únicamente dos hojas de papel con estas palabras: «Clarimonde. Palacio Concini».
Obsesionado por volver a ver a Clarimonde, Romuald muestra un extraño comportamiento que inquieta a su patrono, el abad Sérapion, quien le conducirá, al día siguiente, a la parroquia asignada al nuevo sacerdote. Una vez instalado como párroco, Romuald es requerido para oficiar un servicio fúnebre para una gran dama que resulta ser Clarimonde. Creyéndola muerta, no resiste la tentación de besarla en los labios. Pero, para su sorpresa, Clarimonde responde al beso, y anuncia a Romuald que volverán a verse.
Poco tiempo después, y durante los siguientes tres años, Romuald recibe cada noche la visita de Clarimonde, quien se lo lleva con ella a Venecia para que sea su amante. Así sucede, pero cada día, el sacerdote vuelve a despertarse en su parroquia, para volver por la noche al encuentro de Clarimonde. Romuald no es capaz (ni llegará a serlo nunca) de saber si todo cuanto vive es realidad o ensoñación. El abad Sérapion le previene contra Clarimonde, que resulta ser una vampira, pues se sirve de la sangre de Romuald para mantenerse viva, tal como el sacerdote descubre una noche, al no beber un vino narcotizado que ella le había preparado.
No obstante, Romuald continúa amando a Clarimonde, por lo que el abad Sérapion termina por obligarlo a contemplarla en su ataúd: Sérapion abre la tumba de la vampira y rocía el cuerpo con agua bendita, reduciéndolo a polvo. Esto, sin embargo, no basta para destruir a Clarimonde, quien, furiosa, recrimina a Romuald por escuchar al abad y le anuncia que rompe para siempre toda comunicación con él.
El relato finaliza con el anciano Romuald agradecido por haber salvado su vida y su alma, pero lamentando todavía su separación de Clarimonde.